# Echiniscus divergens
Echiniscus divergens är en djurart som tillhör fylumet trögkrypare, och som beskrevs av Ernst Marcus 1936. Echiniscus divergens ingår i släktet Echiniscus och familjen Echiniscidae. Inga underarter finns listade i Catalogue of Life.